# 今井寿
今井 寿（いまい ひさし、1965年10月21日- ）は、日本のミュージシャン。群馬県藤岡市出身。
ロックバンド・BUCK-TICKのギタリスト。サイドプロジェクトとして活動しているバンド・Lucyではギターだけでなくボーカルも担当。
身長175cm。血液型はO型。既婚。
デビュー初期の頃は「HISASHI」と表記されていた。他のメンバーと違い愛称はなく、メンバーからは「今井」、「今井くん」、「今井さん」などと苗字で呼ばれている。

## 来歴
1984年、同じ高校に通っていた櫻井敦司、星野英彦、樋口豊、アラキと共にBUCK-TICKの前身バンドである"非難GO-GO"を結成。翌年、バンド名を"BUCK-TICK"に改名。
1987年9月21日、ビクターインビテーションよりライブビデオ『バクチク現象 at LIVE INN』をリリースし、BUCK-TICKのギタリストとしてメジャー・デビュー。
1989年4月21日、LSD使用による麻薬取締法（現「麻薬及び向精神薬取締法」）違反で逮捕される。懲役6ヶ月、執行猶予3年の有罪判決。同年12月29日、東京ドームで行われたライブ『バクチク現象』で復帰。
1991年、藤井麻輝とのユニット"SCHAFT"結成。
1994年、SCHAFTを本格始動。
2001年、櫻井敦司、PIGのレイモンド・ワッツ、KMFDMのサシャ・コニエツコと共に"SCHWEIN"を結成。
2004年、KIYOSHI、岡崎達成と"Lucy"を結成。
2006年、イベント「WEAR RED SHOES Vol.3」に、仲野茂、宮上元克、Jとの単発バンド"高樹町ミサイルズ"のギタリストとして出演。
2008年5月、ホームページ上で同年2月29日に結婚したことを発表。
2013年8月、第一子が誕生したことをブログで発表。
2016年1月、約21年ぶりに"SCHAFT"を本格再始動。
2019年、公式インスタグラムを開設。
2021年8月17日、左大腿骨転子部を骨折し全治2か月半と診断されたことを発表。リハビリに専念するため、9・10月に予定していたBUCK-TICKのコンサートは延期されることになった。9月15日、骨折にさらにしばらく加療とリハビリの期間が必要となったためBUCK-TICKの10月30日以降の全国ツアー全20公演を中止することが発表された。

## 人物

### バンドでの役割
- バンド結成当初から現在に至るまでBUCK-TICKの楽曲の大半を作曲している。アルバム毎のサウンドや世界観の構築は基本的に今井の意向によるものである。
- バンド結成を持ちかけ、"非難GO-GO"および"BUCK-TICK"というバンド名を提案したのも今井である。結成当初はザ・スターリンのコピーバンドだったため、今井は"THE NOTALIN"というバンド名を提案したが、樋口豊から強めの反対に遭い、"非難GO-GO"とした。
- 初期は作曲と並行して大半の楽曲の作詞も担当していた。『TABOO』以降はアルバム毎に2、3曲となる。『天使のリボルバー』以降はアルバム毎に4、5曲と増加傾向にあり、シングル曲も今井作詞のものがリリースされるようになっている。
- 『MY FUCKIN' VALENTINE』『CHECK UP』『細胞具ドリー：ソラミミ：PHANTOM』『RHAPSODY』などの楽曲では櫻井との掛け合い的にサイドボーカルを執っている。『相変わらずの「アレ」のカタマリがのさばる反吐の底の吹き溜まり』ではメインボーカルを務め、『Sid Vicious ON THE BEACH』では、初めてソロのリードボーカルを担当した。
- 頬に書いている「B-T」の文字がトレードマーク。
  - デビュー当初は頬全体に大きく書かれていたが、『SEVENTH HEAVEN』の頃より「なんか…みっともねえから」という理由で小さく書かれるようになり、現在に至る。頬ではなく首筋に書かれていたり、「BiTch」と書かれていた時期もあった。また30年以上前より、右側の前歯2本にそれぞれ「B」「T」と金色の文字を入れている[5]。
- BUCK-TICKのライブで開場中に流されるBGMは、今井が聴いている音楽から選んだものである。ライブ期間中になると、使用したBGMのリストをブログに記載している。選曲については、会場の広さや観客の状態（指定席か立ち見か）を考慮しているが、あえて無視する場合もある[6]。
- スロースターターの傾向があるのか、作曲期間の締め切りを過ぎたり、レコーディング中も寝ているというエピソードも多い。そのため『darker than darkness -style 93-』ではアルバムリリースより前にツアーが始まったり、『Six/Nine』など星野英彦が作った楽曲では今井がギターを弾いていないといったケースも存在する。
- ステージ衣装のデザインやアイデアを出すことについてもメンバーの中で一番遅い。今井曰く「（夏休みの）前半後半、遊びまくって、ギリギリでヒイヒイ言いながら、約1ヶ月分の日記をつけ始める。そういう小学生。それは俺。」とのこと[7]。

### 生い立ち
- 実家は「今井商店」という名の雑貨屋。タバコやマンガ雑誌、缶コーヒーなども扱っており、学生時代は仲間の溜り場となっていた。次第に知り合いの知り合いなど今井の知らない人物も出入りするようになり、その中にいたのが櫻井敦司、樋口豊であった[8]。
- 3人兄妹の長男で、4歳下の弟と8歳下の妹がいる。また叔母も同居していた[8]。
- 16歳の時に、RCサクセションを聴いて、バンドマンを職業にすることに決める[9]。この時点ではまだ楽器の演奏経験は一切なかった。
  - 初めて買ったギターはフレッシャーのストラトキャスター。今井らと同じ藤岡高校の卒業生であり、当時ヤガミトールが組んでいた"S.P"のギタリストからギター演奏を教わった。非難GO-GO結成と同時にイベントへの出演を取り付けており、1ヶ月後には初ステージを経験している。
  - また高校時代は小僧寿しでアルバイトをしていた。店長とその夫がロック好きだったため、RCサクセションなどの好きな曲をラジカセで聴きながら寿司を握っていた[10]。
- 高校卒業後は上京し、東京デザイナー学院に進学。当時、櫻井と星野と樋口はまだ群馬に住んでおり、バンド活動の為、週末毎に当時ボーカリストだったアラキと帰郷するという生活を送っていた。バンド活動が軌道に乗り始めていったこともあり、専門学校は最初の数週間でドロップアウトしている。

## 音楽性

### ギタースタイル
- 非常に独創的なフレージングやコード感を持つギタリストであり、バンドの移り変わりの激しい音楽性をあくまで自己流に創造する。不協和音の多用やノイジーなアドリブなどがプレイ上の特徴である。
  - テクノ、ニューウェイヴからの影響が強いため、雑誌のインタビューなどでも「キーボードやシンセサイザーのような感覚で弾いている」と度々語っている。「シンセサイザーが欲しかったけど、高校生には値段が高すぎたのでしぶしぶギターにした」ともネタにしている。
  - ステージではギター以外にテルミンも使用しており、曲によってはギターシンセサイザーも演奏する。
  - インタビュー等で「変な音を出す」ことへのこだわりを多く語っているが、ギターしか使用しないことについては「ギターの形をした楽器しか弾けないから」「（ギターっぽくない音も）結局はギターでないと出せない音だから」という理由を挙げている[11]。一方で、自身の最終的なこだわりは「（ギタープレイよりも）曲」だと述べている[11]。
  - オーソドックスなロックに惹かれなかったことから「憧れたギタリストは？と聞かれてもピンとこない」と語っているが、唯一影響を受けたプレーヤーとして布袋寅泰の名前を挙げている。布袋からは「ソロを弾かなくても格好良いギタープレイ[11]」「ギターではないようなサウンドをギターで奏でる[11]」「ギターサウンドだけど、エレクトロ感、テクノ感がある[12]」「乱暴な言い方で言えば、自分でコードを作っちゃう感じのパンクな姿勢[12]」といったスタイルの影響を受けている。
- レフティ・ギターだが利き腕は右。本人は「初めて持った時に左のほうがしっくりきたから」「祖父や父親など左利きが多い家系だからその影響かも」と語っている[11][8]と述べている。
- TVの音楽番組に出演した際、ギターソロの部分でチューニングを始める、両手を上げる、ギターに弦を張らずに出る、星野と共にシタールを適当に弾く、ギターソロの部分で携帯電話を出していじり始める、などのパフォーマンスを行うことがある。
  - これは「『カラオケなのに生演奏っぽく演出する』のを嫌っていたから」という噂があったが、後にブログ上でこの件について触れている。機材トラブルへの憂慮から、カラオケ演奏が自身や星野の希望によるものであったと明らかにした上で、「（あのような行動をしたのは）面白いから」「TVでのカラオケ演奏。嫌いじゃないです。俺は、楽しんでます。」とこの説を否定している[13]。
- hideは今井について「狂ってるとか正しいとかいう次元を超えた、不思議な音程感を持ったプレイヤー」と評している[11]。

#### 使用ギター
- オールド、ビンテージといわれるギターにはあまり興味を示さない。ギターを選ぶ、または製作する際には見た目を重視している。
- メジャーデビュー後の初期はフェルナンデス製のテレキャスター（BT115S）やストラトキャスター（STJ-80BT）といったオリジナルモデルを使用していた。
- 1989年12月29日、東京ドームで開催された『バクチク現象』にてヴァイオリンを模した「BT-120MM（通称：マイマイギター）」と呼ばれるオリジナルモデルを初めて使用し、ヴァイオリンの弓でギターを演奏するなどしていた。当初は赤いモデルのみだったが、2024年現在は黒モデルや白モデル、ダブルネックモデル、ダークグリーンモデル、ダークレッドの虎目モデル、豹柄で縁取りされたモデル等がある。
- 1997年頃には「スタビライザー」と呼ばれる、特殊な形状のオリジナルモデルが製作された。こちらも白モデルやゴールドモデルなど数種類が存在する。
- テルミンやカオスパッド内蔵のギター「シルバーポッド」も製作されている。
- 『RAZZLE DAZZLE』の時期には「DAZZLER」と呼ばれるオリジナルモデルが製作され、レコーディングやツアーでも使用された。
- SCHWEINや、棺を模したLucyのオリジナルモデルも製作されている。
- 「マイマイ」「スタビライザー」「シルバーポッド」「DAZZLER」は2025年現在もライブで使用される機会が多い。これらシグネチャーモデルは大半がフェルナンデス製である。このように「一目でわかるオリジナルモデル」を製作するようになったのは、布袋寅泰からの影響であると述べている[12]。
- 既製モデルではグレッチのホワイトペンギン、ギブソンのフライングVやレスポールなどを使用している。

### 受けた影響
- 1960年代のポップサウンドと1980年代のニューウェイブを始めとする多様化したサウンドアプローチからは自身の音楽的基盤の多くを負うが、その間の1970年代のロックサウンドの硬質化の影響をほぼ受けていない。ただし、近年は最近の若手ロックバンドからクラシックまで幅広いジャンルの音楽を聴いている。
- 学生時代はRCサクセション、ザ・スターリン[14]、アナーキー[14]、セックス・ピストルズ、バウハウスなどのパンクロックと、プラスチックス、YMO[14]、一風堂などのテクノやニューウェイヴに影響を受けたほか、ファンブックにおいて60年代ポップスからの影響も告白している。
  - 一方で、いわゆるオーソドックスなロックにあまり興味を示さず、ローリング・ストーンズのライブでは最前列にもかかわらず居眠りをし[15]、ディープ・パープルに関しても「名前くらいは知ってるけど…」程度しか認識していない。ブルースも好みではなかったと述べている[11]。またインタビューで、ヤガミトールが好きなレッド・ツェッペリンを初めて聴いた時の感想を市川哲史から問われた際に「最初はやっぱ…ボツです」と答え、市川に「ツェッペリンにボツを出した男」とネタにされた。
  - このように当初は音楽知識の乏しかった今井だが、当時テレビ朝日の近くにあったCDショップ六本木WAVEで手当たり次第気になるCDを購入し、徐々に音楽知識を身につけていったという[16]。

## その他
- BUCK-TICKの他メンバー同様、大の愛酒家である。公式ブログやインスタグラムではBUCK-TICKメンバーや友人のミュージシャンと呑んでいる様子がしばしばアップされている。特に好きな酒として芋焼酎やバローロを挙げている。「酔うと地蔵化する (動かなくなる)」「はしゃぎすぎて骨折した[17]」「翌日の昼まで呑んだ後、最後に蕎麦屋で一杯引っかけて帰る[18]」など酒絡みのエピソードも多い。
- 料理好きでもあり、パスタやメキシコ料理、煮込み料理などをよく作ることがファンクラブの会報誌に掲載されている。
- 好きな寿司ネタはコハダである[19]。
- 飛行機を苦手としており、ツアー中の移動も他メンバーとは別に新幹線などの列車を極力使用している。列車の移動にはよく樋口豊を付き合わせているという[18]。また沖縄など飛行機でないと行けない場所へ向かう際は「乗る前に酒で酔って寝て、起きたら着いてたっていうのが理想」ともコメントしている。[18]

## 作品
BUCK-TICK、SCHAFT、SCHWEIN、Lucyでの活動についてはそれぞれ該当する欄を参照。

### 他作品へ参加
- 金子美香  アルバム『KICK』（1988年9月21日）
『私の敵』を作曲。
- 野沢直子 アルバム『トン吉 チン平 カン太』（1989年12月16日）
『いとしの外タレ』を作曲。
- DER ZIBET アルバム『思春期II -DOWNER SIDE-』（1991年10月21日）
『4-D Visionのらせん階段』にギターで参加。
- SOFT BALLET アルバム『MILLION MIRRORS』（1992年10月21日）
『MEDDLER』ギターで参加。
- PIG アルバム『SINSATION』（1995年4月21日）
『Analgesia』にギターで参加。
- THE STALIN アルバム『死んだものほど愛してやるさ』（1995年12月1日）
『NO FUN』にギターで参加。
- THE STAR CLUBトリビュートアルバム『Tribute to THE STARCLUB featuring HIKAGE』（1997年3月21日）
『THE UNKNOWN SOLDIER』を編曲し、ギターで参加。
- 森雪之丞 アルバム『天使のいた惑星』（1997年4月23日）
『雪が造る天使』、『囁く天使』、『ジグソーパズルの天使』、『天使に戻れた 悪魔』にギターで参加。
- PIG アルバム『NO ONE GETS OUT OF HER ALIVE』（1998年1月21日）
『NO ONE GETS OUT OF HER ALIVE』、『CONTEMPT』にギターで参加。
- GUNIW TOOLS アルバム『DAZZLE』（1998年8月21日）
『GRAZING』を作曲。
- 森雪之丞 アルバム『Poetic Evolution〜with Eleven Guitarists〜』（1999年12月17日）
『メビウスの鏡』に参加。
- acid android アルバム『code』（2010年10月27日）
『balancing doll:1.02』に参加。
- 布袋寅泰 アルバム『ALL TIME SUPER GUEST』（2011年8月17日）
『GUITARHYTHM』にギターで参加。
- 舞台『天守物語』（2012年）
テーマ曲を製作。
- hide トリビュート・アルバム『hide TRIBUTE VII -Rock SPIRITS-』（2013年12月18日）
森雪之丞と共に『EYES LOVE YOU』をカヴァー。
- 黒色すみれ アルバム『Cosmopolitan』 （2014年11月26日）
『葬列』『チューリップ狂』にギターとボーカルで参加。
- KISHOW アルバム『深夜零時』（2024年7月24日）
『Flower Tambourine Dance』を作曲[20]。